# Эстафета олимпийского огня летних Олимпийских игр 2020
Эстафета олимпийского огня летних Олимпийских игр 2020 года проводилась с 12 марта 2020 года по 23 июля 2021 года, вплоть до самого начала Олимпийских игр. В связи с объявленной пандемией коронавирусной инфекции COVID-19 эстафета Олимпийского огня была сокращена: церемония зажжения огня прошла впервые с 1984 года без зрителей, а этап эстафеты в Греции по соображениям санитарной безопасности остановлен 13 марта в Спарте. 25 марта этап эстафеты в Японии по соображениям санитарной безопасности остановлен в Иваки: эстафету планируется возобновить через год, 25 марта.
Зажжённый в Олимпии огонь передали гречанке Анне Коракаки, которая стала первой женщиной, выбранной как первый факелоносец эстафеты олимпийского огня, а затем доставили его 19 марта в Афины. Японский этап эстафеты должен был начаться в Фукусиме и завершиться в Токио на Национальном стадионе. Ожидается, что Олимпийский огонь пройдёт по 47 столицам префектур Японии и по двум островам, входящим в состав Токио, а эстафету завершит на стадионе в разгар церемонии открытия Игр. Партнёрами эстафеты, проходящей под лозунгом «Надежда освещает наш путь» (англ. Hope Lights Our Way), стали компании Toyota, NTT, JXTG, Nippon Life, JAL, ANA и Japan Post Holdings.

## Факелы
19 марта 2019 года был представлен дизайн олимпийского факела (художник — Токудзин Ёсиока). Источником вдохновения послужила сакура; факел представляет собой пучок из пяти трубок в виде лепестков сакуры с золотой отделкой. Факел изготавливался из переработанного алюминия, извлечённого из неиспользованных укрытий, которые были развёрнуты после землетрясения и цунами в Японии 2011 года.

## Маршрут в Греции
Ниже приводится карта маршрута, который был запланирован на территории Греции, однако был отменён из-за пандемии COVID-19.
| 1 8 9Карта предлагавшегося маршрута в Греции |

12 марта
1. Олимпия
2. Амальяс
3. Элида
4. Захаро
5. Пилос
6. Месини
7. Каламата
13 марта
8. Спарта
с 19 марта
9. Афины

## Маршрут в Японии

### Общая карта
| Карта маршрута (в том числе участка «Пламя восстановления» и островных территорий Токио) |

### Полная карта с датами маршрута
Огонь выздоровления:
20 марта
1. Ишиномаки Минамихама Реконструкция Цунами Мемориальный парк, Исиномаки
21 марта
2. станция «Сендай»
22 марта
3. станция «Мияко»
4. станция «Камаиси»
5. станция «Ханамаки»
23 марта
6. Кассен Офунато
24 марта
7. станция «Фукусима»
с 25 марта
8. Аквамарин Фукусима, Иваки

Маршрут эстафеты олимпийского огня:
25 марта 2021
1. Нараха
2. Хироно
3. Иваки
4. Хироно
5. Каваути
6. Окума
7. Футаба
8. Томиока
9. Кацурао
10. Намиэ
11. Минамисома
26 марта
12. Сома
13. Иитате
14. Синти
15. Кавамата
16. Фукусима
17. Инавасиро
18. Мисима
19. Китаката
20. Аидзувакамацу
27 марта
21. Минамиайдзу
22. Симого
23. Сиракава
24. Сукагава
25. Тамура
26. Мотомия
27. Корияма
28 марта
28. Асикага
29. Сано
30. Ояма
31. Мотеги
32. Тотиги
33. Каминокава
34. Моока
35. Насукарасуяма
29 марта
36. Насу
37. Сакура
38. Насусиобара
39. Масико
40. Мибу
41. Никко
42. Канума
43. Уцуномия
31 марта
44. Татебаяси
45. Оидзуми
46. Ора
47. Уэно
48. Кирю
49. Исэсаки
50. Маэбаси
1 апреля
51. Сибукава
52. Кусацу
53. Нумата
54. Каваба
55. Наганохара
56. Фудзиока
57. Томиока
58. Такасаки
2 апреля
59. Каруидзава
60. Саку
61. Яманоути
62. Уэда
63. Нодзаваонсен
64. Хакуба
65. Нагано
3 апреля
66. Иида
67. Нагисо
68. Ина
69. Сува
70. Омати
71. Адзумино
72. Мацумото
4 апреля
73. Накацугава
74. Тадзими
75. Яоцу
76. Гудзё
77. Такаяма
5 апреля
78. Геро
79. Какамигахара
80. Секигахара
81. Огаки
82. Хасима
83. Гифу
6 апреля
84. Сето
85. Касугаи
86. Нагоя
87. Инуяма
88. Нагоя
89. Итиномия
90. Инадзава
91. Нагоя
92. Киёсу
93. Нагоя
7 апреля
94. Токонамэ
95. Ханда
96. Тоёкава
97. Андзё
98. Кария
99. Окадзаки
100. Обу
101. Тоёта
8 апреля
102. Йоккаити
103. Судзука
104. Камеяма
105. Цу
106. Тоба
107. Исе
9 апреля
108. Ига
109. Набари
110. Мацусака
111. Тайки
112. Кихоку
113. Кумано
10 апреля
114. Сингу
115. Натикацуура
116. Кусимото
117. Сирахама
118. Танабе
119. Арида
120. Гобо
121. Кайнан
122. Вакаяма
11 апреля
123. Вакаяма
124. Иваде
125. Кинокава
126. Кацураги
127. Коя
128. Хасимото
12 апреля
129. Годзё
130. Госе
131. Кацураги
132. Тоцукава
133. Сакураи
134. Таварамото
135. Тэнри
136. Асука
137. Касихара
13 апреля
138. Корё
139. Каваи
140. Касиба
141. Яматотакада
142. Йосино
143. Икаруга
144. Яматокорияма
145. Нара
146. Уда
147. Икома
148. Нара
14 апреля
149. Сакаи
150. Хигасиосака
151. Кадома
152. Хираката
153. Тоёнака
154. Икеда
155. Миноо
156. Ибараки
157. Суйта
15 апреля
158. Идзумиоцу
159. Кайдзука
160. Идзуми
161. Кисивада
162. Осака
163. Тайси
164. Касивара
165. Хабикино
166. Фудзиидера
167. Осака
16 апреля
168. Миёси
169. Хигасимиёси
170. Цуруги
171. Мима
172. Камияма
173. Ава
174. Йосиногава
175. Исии
176. Камиита
177. Итано
178. Камиита
179. Итано
180. Айдзуми
181. Китадзима
182. Мацусиге
183. Наруто
17 апреля
184. Кайё
185. Муги
186. Камикацу
187. Минами
188. Нака
189. Кацуура
190. Анан
191. Комацусима
192. Санаготи
193. Токусима
18 апреля
194. Утадзу
195. Маругаме
196. Манно
197. Наосима
198. Котохира
199. Дзенцудзи
200. Тадоцу
201. Митоё
202. Канъондзи
203. Тоносё
204. Сёдосима
205. Хигасикагава
206. Сануки
207. Мики
208. Такамацу
19 апреля
209. Сакаиде
210. Аягава
211. Тоносё
212. Сёдосима
213. Хигасикагава
214. Сануки
215. Мики
216. Такамацу
20 апреля
217. Коти
218. Ино
219. Тоса
220. Сусаки
221. Юсухара
222. Симанто
223. Симанто
224. Тосасимидзу
225. Сукумо
21 апреля
226. Нанкоку
227. Китагава
228. Ками
229. Тано
230. Конан
231. Ясуда
232. Аки
233. Нахари
234. Мурото
235. Тоё
236. Коти
22 апреля
237. Сикокутюо
238. Камидзима
239. Ниихама
240. Сайдзё
241. Имабари
242. Тоон
243. Масаки
244. Кумакоген
245. Мацуяма
23 апреля
246. Тобе
247. Айнан
248. Иё
249. Утико
250. Одзу
251. Мацуно
252. Кихоку
253. Сейё
254. Увадзима
255. Иката
256. Яватахама
24 апреля
257. Беппу
258. Хидзи
259. Кицуки
260. Кунисаки
261. Химесима
262. Бунготакада
263. Уса
264. Накацу
265. Хита
25 апреля
266. Кусу
267. Коконоэ
268. Юфу
269. Такета
270. Саики
271. Цукуми
272. Усуки
273. Бунгооно
274. Оита
26 апреля
275. Такатихо
276. Нобеока
277. Хюга
278. Таканабе
279. Сайто
280. Миядзаки
27 апреля
281. Миядзаки
282. Нитинан
283. Кусима
284. Мимата
285. Мияконодзё
286. Кобаяси
287. Эбино
28 апреля
288. Сибуси
289. Каноя
290. Амаги
291. Минамиосуми
292. Кирисима
293. Аира
294. Кагосима
29 апреля
295. Идзуми
296. Нисиноомоте
297. Сацумасендай
298. Хиоки
299. Иса
300. Минамикюсю
301. Ибусуки
2 мая
302. Наха
303. Гинован
304. Исигаки
305. Окинава
306. Урума
307. Наго
308. Мотобу
309. Наго
3 мая
310. Томигусуку
311. Урасоэ
312. Дзамами
313. Тятан
314. Миякодзима
315. Нандзё
6 мая
316. Хитоёси
317. Минамата
318. Амакуса
319. Уто
320. Яцусиро
7 мая
321. Масики
322. Минамиасо
323. Асо
324. Кикути
325. Ямага
326. Нагоми
327. Тамана
328. Кумамото
8 мая
329. Минамисимабара
330. Симабара
331. Ундзен
332. Ики
333. Синкамигото
334. Исахая
335. Омура
336. Нагасаки
9 мая
337. Нагаё
338. Тогицу
339. Сайкай
340. Гото
341. Цусима
342. Мацуура
343. Хирадо
344. Садза
345. Сасебо
10 мая
346. Тара
347. Касима
348. Уресино
349. Сироиси
350. Такео
351. Имари
352. Генкай
353. Карацу
11 мая
354. Кияма
355. Тосу
356. Мияки
357. Йосиногари
358. Кандзаки
359. Камимине
360. Оги
361. Таку
362. Омати
363. Кохоку
364. Сага
12 мая
365. Омута
366. Тикуго
367. Итосима
368. Куруме
369. Касуга
370. Асакура
371. Тохо
372. Дадзайфу
373. Фукуока
374. Симе
375. Фукуока
13 мая
376. Тикудзё
377. Тагава
378. Соэда
379. Иидзука
380. Кейсен
381. Миявака
382. Мунаката
383. Накама
384. Фукуцу
385. Китакюсю
14 мая
386. Ивакуни
387. Янаи
388. Хикари
389. Кудамацу
390. Сюнан
391. Хофу
392. Ямагути
15 мая
393. Убе
394. Санъёонода
395. Симоносеки
396. Мине
397. Нагато
398. Хаги
16 мая
399. Цувано
400. Тибу
401. Масуда
402. Хамада
403. Гоцу
404. Кавамото
405. Онан
17 мая
406. Ода
407. Идзумо
408. Уннан
409. Окуидзумо
410. Окиносима
411. Ясуги
412. Мацуэ
18 мая
413. Миёси
414. Сёбара
415. Хигасихиросима
416. Куре
417. Сера
418. Хиросима
19 мая
419. Хацукаити
420. Кайта
421. Михара
422. Ономити
423. Футю
424. Фукуяма
20 мая
425. Ибара
426. Такахаси
427. Кибитюо
428. Содзя
429. Курасики
430. Окаяма
21 мая
431. Тамано
432. Манива
433. Акаива
434. Мимасака
435. Наги
436. Цуяма
22 мая
437. Сакаиминато
438. Йонаго
439. Хиэдзу
440. Намбу
441. Нитинан
442. Хино
443. Кофу
444. Хоки
445. Дайсен
446. Кураёси
23 мая
447. Котоура
448. Хокуэй
449. Мисаса
450. Юрихама
451. Тоттори
452. Ивами
453. Ядзу
454. Тидзу
455. Вакаса
456. Тоттори
24 мая
457. Тоёока
458. Асаго
459. Сисо
460. Като
461. Оно
462. Какогава
25 мая
463. Кобе
464. Акаси
465. Минамиавадзи
466. Нисиномия
467. Амагасаки
468. Санда
469. Тамба-Сасаяма
с 10 июля

См. маршрут эстафеты Олимпийского огня в Токио ниже.
| Карта Токио, где прошёл маршрут: столица Олимпийских игр | Маршрут эстафеты олимпийского огня в Токио: 23 июля 1. Сэтагая 2. Комаэ 3. Инаги 4. Матида с 24 июля 5. Сугинами 6. Синдзюку |

## Зажжение огня
Зажжение олимпийского огня прошло 12 марта 2020 года в Олимпии. Факел с огнём приняла Анна Коракаки. На фоне пандемии коронавируса COVID-19 церемония впервые со времён игр 1984 года прошла без зрителей, а эстафету по городам Греции прервали по соображениям безопасности (планировалось посетить 31 город и 15 достопримечательностей страны) после небольшой церемонии 13 марта в Спарте, куда огонь доставил актёр Джерард Батлер, исполнитель главной роли в фильме «300 спартанцев». 19 марта на стадионе «Панатинаикос» огонь передали сразу же японской делегации.

## Пламя восстановления
С 20 по 25 марта часть эстафеты под названием «Пламя восстановления» проходит на территории префектур Мияги, Иватэ и Фукусима, которые больше всего пострадали в результате землетрясения, цунами и аварии на АЭС «Фукусима-1». Олимпийские пламя было доставлено в аэропорт Мацусима, откуда отправилось в путешествие по префектурам.